# Щетинин, Валентин Дмитриевич
Валентин Дмитриевич Щетинин (28 декабря 1932, Воронеж — 18 августа 2019) — экономист, специалист по международной экономике и экономической дипломатии; выпускник факультета международных отношений МГИМО МИД СССР (1956); доктор экономических наук с диссертацией о неоколониализме (1970), профессор на кафедре международных экономических отношений (1975) и проректор по учебной работе МГИМО; профессор Дипломатической академии МИД РФ (1990); заслуженный деятель науки РФ и дипломатический советник 1 класса.

## Биография
Валентин Щетинин родился в Воронеже 28 декабря 1932 года, в семье советского военнослужащего; в 1956 году он стал выпускником факультета международных отношений МГИМО МИД СССР. В том же году он начал работать в издательстве «Международные отношения» и в Высшей дипломатической школе МИД СССР — оставался там до 1975 года. В 1970 году успешно защитил докторскую диссертацию на тему «Неоколониалистское „партнерство“ во внешнеэкономической экспансии монополистического капитала США» — стал доктором экономических наук.
В апреле 1975 года Щетинин стал профессором МГИМО: получил позицию на кафедре международных экономических отношений. За время работы в университете он занимал должности как заведующего кафедрой, так и декана факультета международных отношений; он также был деканом факультета международных экономических отношений, а в июне 1986 года стал проректором по учебной работе. В январе 1990 года он перешел на преподавательскую и научную работу в Дипломатическую академию МИД СССР. В 1996 году был удостоен почетного звания «Заслуженный деятель науки Российской Федерации»; также был награжден орденом «Знак Почета» и медалью «За доблестный труд».

## Работы
Валентин Щетинин являлся автором и соавтором более сотни научных работ; он специализировался на проблемах международной экономики и вопросах экономической дипломатии:
- Экономические союзы развивающихся стран, М., 1963.
- Экономическая сущность неоколониализма : (Деятельность ТНК) / Валентин Щетинин. — М. : Изд-во агентства печати «Новости», 1986. — 57 с.
- Новый международный экономический порядок: сторонники и противники : [Перевод] / Валентин Щетинин. — М. : Изд-во Агентства печати «Новости», 1988. — 44 с.
- Эволюция американского неоколониализма : Критика теории и практики неоколониалистского «партнерства». — Москва : Междунар. отношения, 1972. — 272 с.
- Опыт транснациональных корпораций и пути к мировому рынку / В. Д. Щетинин. — М. : ШМБ МГИМО, 1990. — 118 с.; 20 см. — (Б-ка бизнесмена-международника. Шк. междунар. бизнеса, Моск. гос. ин-т междунар. отношений).; ISBN 5-7075-0001-4.